# Jessica Penne
Jessica Marie Penne (Newport Beach, 30 de enero de 1983) es una artista marcial mixta estadounidense. Compite en la división femenina de peso mínimo de Ultimate Fighting Championship (UFC). Fue la primera Campeona de Peso Atómico de Invicta FC. También compitió en el primer combate femenino de Bellator Fighting Championships.

## Primeros años
Nació en Newport Beach, California, el 30 de enero de 1983 y se graduó en el Diamond Bar High School, participando en los equipos de softball y natación. Después, en la Universidad Estatal de California en Fullerton, obtuvo su licenciatura en Comunicación. Penne es de ascendencia italiana. Su padre es la primera generación de su familia italiana nacida en Estados Unidos. Algunos miembros de su familia permanecen en la zona de origen de su familia, Turín, Italia.

## Carrera de artes marciales mixtas

### Bellator MMA
En mayo de 2009, Penne se convirtió en la primera mujer en competir y ganar un combate en la organización Bellator Fighting Championships cuando luchó en Bellator 5 contra Tammie Schneider en un combate de 117 libras. Ganó el combate por TKO (puñetazos) en el primer asalto.
En agosto de 2010, se enfrentó a la futura campeona de peso mínimo de Bellator, Zoila Gurgel, en la primera ronda de cuartos de final del torneo femenino de 115 libras de la tercera temporada de Bellator, en Bellator 25. Penne perdió el combate por decisión unánime.

### Shoot Boxing
En septiembre de 2011, Penne aceptó luchar contra la bicampeona de la S-Cup, Rena Kubota, en un combate de shoot boxing en Japón. El shoot boxing permite dar patadas, puñetazos, rodillazos, lanzamientos y sumisiones de pie (estrangulamientos, bloqueos de brazos y muñecas). Penne se incorporó a la lista de combates de Shoot Boxing 2011: Act 4 contra Rena Kubota una semana antes del evento. Se impuso a la favorita Kubota en una significativa sorpresa. El combate fue considerado un empate mayoritario tras los tres primeros asaltos programados, con puntuaciones de 29-29, 29-29 y 30-29 (Penne). La pelea fue entonces a una cuarta ronda de extensión, que fue juzgada como un empate dividido con puntuaciones de 10-9 (Kubota), 10-9 (Penne) y 10-10. El quinto y último asalto también fue a las tarjetas de puntuación y Penne recibió la decisión por mayoría (10-9, 10-9 y 9-9).

### Invicta FC
En febrero de 2012, se anunció que había sido contratada por la nueva promoción femenina Invicta Fighting Championships.
El 28 de abril de 2012, Penne hizo su debut en Invicta en su evento inaugural titulado Invicta FC 1: Coenen vs. Ruyssen, contra Lisa Ellis en el evento coestelar. Ganó el combate por TKO (puñetazos) a los 2:48 del tercer asalto.
Compitió una vez más para Invicta el 6 de octubre de 2012, esta vez como cabeza de cartel de Invicta FC 3: Penne vs. Sugiyama contra la entonces número 1 del mundo en el peso atómico y campeona de las 105 libras, Naho Sugiyama. El combate supuso el primer combate de campeonato en la historia de Invicta, en cualquier categoría de peso. Se convirtió en la primera campeona de peso atómico de Invicta al derrotar a Sugiyama en el segundo asalto por estrangulamiento.
La primera defensa del campeonato de Penne encabezó Invicta FC 5: Penne vs. Waterson cuando defendió contra Michelle Waterson el 5 de abril de 2013. Penne perdió el combate y el campeonato por una sumisión de brazo en el cuarto asalto.
Se enfrentó a Nicdali Rivera-Calanoc en Invicta FC 6: Coenen vs. Cyborg el 13 de julio de 2013. Derrotó a Rivera-Calanoc por sumisión debido a un estrangulamiento por detrás en el primer asalto. Penne recibió una bonificación de "Sumisión de la Noche" por la victoria.

### The Ultimate Fighter
El 3 de julio de 2014 se anunció que Penne era una de las 16 concursantes de The Ultimate Fighter: Team Pettis vs. Team Melendez, que coronaría a la primera campeona de peso mínimo de Ultimate Fighting Championship.
Penne fue la quinta elegida por el entrenador Anthony Pettis.  Se enfrentó a Lisa Ellis en la ronda preliminar del torneo y ganó por sumisión en la primera ronda.  Derrotó a su compañera del equipo Pettis Aisling Daly en los cuartos de final por decisión. En la ronda de semifinales, perdió ante su amiga Carla Esparza por decisión.

### Ultimate Fighting Championship
Penne hizo su debut en la UFC el 12 de diciembre de 2014 en The Ultimate Fighter: A Champion Will Be Crowned Finale, enfrentándose a su compañera semifinalista Randa Markos en el cartel principal. Penne ganó el combate de ida y vuelta por decisión dividida (28-29, 30-27 y 29-28). El combate también le valió a Penne su primer premio de bonificación de Pelea de la Noche de la promoción.

#### Pelea por el título de peso mínimo
Penne estaba programada para enfrentarse a Juliana Lima el 30 de mayo de 2015 en UFC Fight Night: Condit vs. Alves Sin embargo, Penne fue retirada de ese combate en favor de un enfrentamiento con la Campeona de Peso mínimo femenino de la UFC, Joanna Jędrzejczyk, el 20 de junio de 2015 en UFC Fight Night: Jędrzejczyk vs. Penne, después de que el combate titular de ese evento se viniera abajo. Perdió el combate en el tercer asalto por TKO tras una ráfaga de puñetazos y un rodillazo contra la jaula.  Ambas participantes recibieron los honores de Pelea de la Noche.

#### Después de la pelea por el título
En su primera pelea tras la pérdida de su oportunidad por el título, Penne se enfrentó a Jéssica Andrade el 4 de junio de 2016 en UFC 199. Perdió la pelea por TKO en el segundo asalto.
Luego se enfrentó a Danielle Taylor el 22 de abril de 2017 en UFC Fight Night: Swanson vs. Lobov. Perdió la pelea por decisión unánime.
El 10 de mayo de 2017, se anunció que Penne había sido marcado por la agencia antidopaje de Estados Unidos por una violación antidopaje de una muestra fuera de competición de marzo de 2017. Aunque en un principio se informó de que el resultado era negativo, las anomalías en el pasaporte biológico del atleta hicieron que la USADA volviera a analizar la muestra mediante espectrometría de masas con relación de isótopos, que detectó un esteroide anabolizante de origen exógeno. El 5 de enero de 2018, Penne fue suspendida por 18 meses, una reducción de 6 meses, debido a que tomó un suplemento de DHEA por recomendación de un médico. Fue elegida para competir en octubre de 2018.
Penne estaba programada para enfrentarse a Jodie Esquibel el 17 de febrero de 2019 en UFC on ESPN: Ngannou vs. Velasquez. En el pesaje, Penne pesó 118 libras, 2 libras por encima del límite máximo de peso mínimo de 116 libras. Como resultado, el combate se esperaba de peso acordado y fue multada con el 20 % de su bolsa, que fue a parar a su oponente Esquibel. Sin embargo, se lesionó el tobillo en la mañana del combate y éste se canceló. La pareja fue reprogramada para enfrentarse el 27 de abril de 2019 en UFC Fight Night: Jacaré vs. Hermansson. Sin embargo, se informó el 18 de abril de 2019 que Penne se retiró del combate, debido a una lesión, y fue reemplazada por Angela Hill.

#### Prohibición de cuatro años por un fallo en un control antidopaje
Penne se enfrentó a una prohibición de cuatro años de competir por parte de la agencia antidopaje de Estados Unidos, tras una segunda infracción del programa de la USADA. Se creó una página GoFundMe para preparar una demanda contra la USADA, sin embargo a principios de febrero el representante de Penne la cerró debido a los avances favorables de la USADA. El 28 de febrero de 2020, se informó que la suspensión se redujo de cuatro años a 20 meses. La suspensión era retroactiva desde el 8 de abril de 2019 y Penne volvió a ser elegible para pelear el 8 de diciembre de 2020.

#### Regreso a la competición tras la suspensión
El primer combate de Penne tras la suspensión de la USADA estaba programada para el 27 de marzo de 2021 contra Hannah Goldy en UFC 260. Sin embargo, Goldy se retiró del combate el 24 de marzo, debido a que dio positivo por COVID-19, y el combate se canceló. El emparejamiento fue reprogramado para UFC on ESPN: Whittaker vs. Gastelum el 17 de abril de 2021. Una semana antes del combate, Goldy se retiró del evento, y fue sustituida por la Campeona de Peso Paja de LFA, Loopy Godínez. Penne ganó el reñido combate por decisión dividida. 11 de las 17 puntuaciones de los medios de comunicación dieron la victoria a Godinez.
Penne se enfrentó a Karolina Kowalkiewicz el 7 de agosto de 2021 en UFC 265. Ganó el combate mediante una barra de brazo en el primer asalto.
Penne estaba programada para enfrentar a Luana Pinheiro el 20 de noviembre de 2021 en UFC Fight Night 198. Sin embargo, Penne se retiró de la pelea por un motivo no revelado y fue reemplazada por Sam Hughes. Penne fue reprogramada para enfrentar a Pinheiro el 30 de abril de 2022 en UFC on ESPN 35. Una vez más fueron descartados cuando Pinheiro se retiró debido a una lesión no revelada.
Penne estaba programada para enfrentar a Brianna Fortino el 16 de julio de 2022 en UFC on ABC 3. Sin embargo, Fortino se retiró a principios de junio por razones desconocidas y fue reemplazada por Emily Ducote. Ella perdió la pelea por decisión unánime.
Cheyanne Vlismas estaba programada para enfrentar a Tabatha Ricci, pero Penne intervino para reemplazar a Vlismas, quien se retiró para el 1 de octubre de 2022 en UFC Fight Night 211; sin embargo, la pelea se canceló debido a una enfermedad de Penne el día del pesaje.
Penne se enfrentó a Tabatha Ricci el 4 de marzo de 2023 en UFC 285. Perdió la pelea por una llave de brazo en la segunda ronda.
Penne se enfrentó a Elise Reed el 19 de octubre de 2024 en UFC Fight Night 245. Perdió la pelea por decisión unánime.

## Estilo de pelea
Penne es una kickboxer que también utiliza el grappling y el jiu-jitsu. Cuando está de pie, suele atacar con ganchos, patadas al cuerpo y rodillazos desde el clinch. Penne suele intentar llevar a sus oponentes a la lona, normalmente con agarres, zancadillas o reveses de derribos. Durante una sesión de agarre, suele atacar con golpes antes de intentar una sumisión. Penne obtuvo su cinturón negro de jiu-jitsu brasileño bajo la dirección de Lucas Leite en enero de 2015.

## Campeonatos y logros

### Artes marciales mixtas
- Ultimate Fighting Championship
  - Pelea de la Noche (dos veces)
- Invicta Fighting Championships
  - Campeonato de Peso Atómico (una vez; primera)
  - Sumisión de la Noche (una vez)
- Bellator Fighting Championships
  - Compitió y ganó el primer combate femenino de la historia de Bellator en Bellator 5
- Women's MMA Awards
  - Pelea del Año 2013 contra Michelle Waterson el 5 de abril
- FightBooth.com
  - Premio a la Violencia Femenina 2012[55]

## Récord en artes marciales mixtas
| Resultado | Récord | Oponente               | Método                                    | Evento                                                  | Fecha                    | Ronda | Tiempo | Localización                  | Notas                                                                         |
| --------- | ------ | ---------------------- | ----------------------------------------- | ------------------------------------------------------- | ------------------------ | ----- | ------ | ----------------------------- | ----------------------------------------------------------------------------- |
| Derrota   | 14-8   | Elise Reed             | Decisión (unánime)                        | UFC Fight Night: Hernandez vs. Pereira                  | 19 de octubre de 2024    | 3     | 5:00   | Las Vegas, Nevada             |                                                                               |
| Derrota   | 14-7   | Tabatha Ricci          | Sumisión (armbar)                         | UFC 285                                                 | 4 de marzo de 2023       | 2     | 2:14   | Las Vegas, Nevada             |                                                                               |
| Derrota   | 14-6   | Emily Ducote           | Decisión (unánime)                        | UFC on ABC: Ortega vs. Rodríguez                        | 16 de julio de 2022      | 3     | 5:00   | Elmont, Nueva York            |                                                                               |
| Victoria  | 14-5   | Karolina Kowalkiewicz  | Sumisión (barra de brazo)                 | UFC 265                                                 | 7 de agosto de 2021      | 1     | 4:32   | Houston, Texas                | Actuación de la Noche.                                                        |
| Victoria  | 13-5   | Loopy Godínez          | Decisión (dividida)                       | UFC on ESPN: Whittaker vs. Gastelum                     | 17 de abril de 2021      | 3     | 5:00   | Las Vegas, Nevada             |                                                                               |
| Derrota   | 12-5   | Danielle Taylor        | Decisión (unánime)                        | UFC Fight Night: Swanson vs. Lobov                      | 22 de abril de 2017      | 3     | 5:00   | Nashville, Tennessee          |                                                                               |
| Derrota   | 12-4   | Jéssica Andrade        | TKO (puñetazos)                           | UFC 199                                                 | 4 de junio de 2016       | 2     | 2:56   | Inglewood, California         |                                                                               |
| Derrota   | 12-3   | Joanna Jędrzejczyk     | TKO (puñetazos y rodillazo)               | UFC Fight Night: Jędrzejczyk vs. Penne                  | 20 de junio de 2015      | 3     | 4:22   | Berlín                        | Por el Campeonato Femenino de Peso Paja de la UFC. Pelea de la Noche.         |
| Victoria  | 12-2   | Randa Markos           | Decisión (dividida)                       | The Ultimate Fighter: A Champion Will Be Crowned Finale | 12 de diciembre de 2014  | 3     | 5:00   | Las Vegas, Nevada             | Regreso al peso paja. Pelea de la Noche.                                      |
| Victoria  | 11-2   | Nicdali Rivera-Calanoc | Sumisión (estrangulamiento por detrás)    | Invicta FC 6: Coenen vs. Cyborg                         | 13 de julio de 2013      | 1     | 4:57   | Kansas City, Misuri           | Sumisión de la Noche.                                                         |
| Derrota   | 10-2   | Michelle Waterson      | Sumisión (barra de brazo)                 | Invicta FC 5: Penne vs. Waterson                        | 5 de abril de 2013       | 4     | 2:31   | Kansas City, Misuri           | Perdió el Campeonato de Peso Atómico de Invicta FC.                           |
| Victoria  | 10-1   | Naho Sugiyama          | Sumisión (estrangulamiento por triángulo) | Invicta FC 3: Penne vs. Sugiyama                        | 6 de octubre de 2012     | 2     | 2:20   | Kansas City, Kansas           | Ganó el Campeonato de Peso Atómico de Invicta FC.                             |
| Victoria  | 9-1    | Lisa Ellis             | TKO (puñetazos)                           | Invicta FC 1: Coenen vs. Ruyssen                        | 28 de abril de 2012      | 3     | 2:48   | Kansas City, Kansas           |                                                                               |
| Victoria  | 8-1    | Amy Davis              | Sumisión (estrangulamiento por detrás)    | The Cage Inc.: Battle at the Border 7                   | 19 de noviembre de 2010  | 1     | 4:17   | Hankinson, Dakota del Norte   | Debut en el peso atómico.                                                     |
| Derrota   | 7-1    | Zoila Gurgel           | Decisión (unánime)                        | Bellator 25                                             | 19 de agosto de 2010     | 3     | 5:00   | Chicago, Illinois             | Cuartos de final del torneo de peso paja de la tercera temporada de Bellator. |
| Victoria  | 7-0    | Angela Magaña          | Sumisión (estrangulamiento por detrás)    | Action Fight League: Rock-N-Rumble                      | 25 de septiembre de 2009 | 2     | 4:10   | Hollywood, Florida            |                                                                               |
| Victoria  | 6-0    | Tammie Schneider       | TKO (puñetazos)                           | Bellator 5                                              | 1 de mayo de 2009        | 1     | 1:35   | Dayton, Ohio                  | Combate de peso acordado (117 libras).                                        |
| Victoria  | 5-0    | Alicia Gumm            | Decisión (unánime)                        | RMBB: Caged Vengeance                                   | 8 de noviembre de 2008   | 2     | 5:00   | Sheridan, Colorado            |                                                                               |
| Victoria  | 4-0    | Heather Basquil        | Decisión (unánime)                        | Fist Series: WinterFist 2008                            | 20 de febrero de 2008    | 3     | 3:00   | Condado de Orange, California |                                                                               |
| Victoria  | 3-0    | Sumie Sakai            | Sumisión (barra de brazo)                 | FFF 2: Girls Night Out                                  | 14 de julio de 2007      | 3     | 0:33   | Compton, California           |                                                                               |
| Victoria  | 2-0    | Brandy Nerney          | Sumisión (estrangulamiento por detrás)    | FFF 1: Asian Invasion                                   | 17 de febrero de 2007    | 1     | 1:20   | Los Ángeles, California       |                                                                               |
| Victoria  | 1-0    | Sally Krumdiack        | Sumisión (estrangulamiento del brazo)     | HOOKnSHOOT: The Women Return                            | 18 de noviembre de 2006  | 1     | 4:20   | Evansville, Indiana           |                                                                               |